# Claes Nydahl
Claes Herman Nydahl, född 4 oktober 1946 i Solna församling,, död 8 augusti 2023 i Västerljung i Trosa kommun, var en svensk journalist. 
Nydahl var lärare i etermediateknik på Journalisthögskolan i Stockholm 1970–1973, grundade Trosa Tidning (1973–1977) och närradiostationen Radio Nova i Vagnhärad 1985–1995.

## Utmärkelser
- Expressens hederspris i Radio 1990
- Jan-Hugo Stenbecks Z-priset 1990[6]
- Sveriges Reklamförbunds Bengt Hanserstipendium 1992